# Station Villennes-sur-Seine
Station Villennes-sur-Seine is het spoorwegstation van de Franse gemeente Villennes-sur-Seine. Het ligt aan de spoorlijn Paris Saint-Lazare - Le Havre, op kilometerpunt 29,703 van die lijn.
Het station wordt aangedaan door verschillende treinen van Transilien lijn J:
- treinen tussen Paris Saint-Lazare en Mantes-la-Jolie over de zuidoever van de Seine
- treinen tussen Paris Saint-Lazare en Les Mureaux

## Vorige en volgende stations
| Richting        | Vorig station          | Lijn    | Volgend station | Richting           |
| --------------- | ---------------------- | ------- | --------------- | ------------------ |
| Mantes-la-Jolie | Vernouillet - Verneuil | Trans J | Poissy          | Paris Saint-Lazare |
| Les Mureaux     | Vernouillet - Verneuil | Trans J | Poissy          | Paris Saint-Lazare |